# Diomedes Díaz

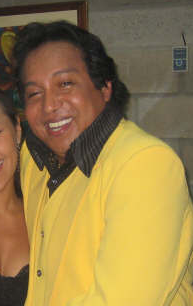
Diomedes Díaz

Diomedes Díaz Maestre (* 26. Mai 1957 in San Juan del Cesar; † 22. Dezember 2013 in Valledupar), auch El Cacique de la Junta genannt, war ein kolumbianischer Sänger und Komponist der Vallenato-Musik. 

## Biografie
Diomedes Díaz wurde am 26. Mai 1957 in der kolumbianischen Provinz La Guajira geboren. Seinen Durchbruch schaffte er 1978 mit La Locura. Diomedes Díaz ist mit ca. 20 Millionen verkauften Exemplaren der Musiker mit den meisten verkauften Alben in der Geschichte Kolumbiens. 2010 gewann er einen Latin Grammy in der Kategorie Cumbia/Vallenato. Besonderen Erfolg hatte er außer in seinem Heimatland in Venezuela, aber auch in anderen Ländern Lateinamerikas. Seine bekanntesten Lieder sind seine eigenen Kompositionen Tres canciones, Bonita, Mi primera cana und Sin ti, sowie die von anderen Komponisten geschriebenen Sin medir distancias, Tú eres la reina, Amarte más no puedo, Todo es para ti, Lo más bonito, Lluvia de verano und La Juntera.
Diomedes Díaz wurde 1997 wegen Totschlags zu zwölf Jahren Haft verurteilt, die aber später zu sechs Jahren verkürzt wurden. Nach dreieinhalb Jahre wurde er auf Bewährung aus der Haft entlassen. 
Am 22. Dezember 2013 starb Díaz an einem Kreislaufstillstand. Sein letztes Album, La Vida del Artista, wurde wenige Tage vor seinem Tod veröffentlicht.

## Diskografie
- 1976: Herencia Vallenata
- 1976: Tres Canciones
- 1977: De Frente
- 1978: La Locura
- 1979: Dos Grandes
- 1979: Los Profesionales
- 1980: Tu Serenata
- 1980: Para Mi Fanaticada
- 1981: Con Mucho Estilo
- 1982: Todo Es Para Ti
- 1983: Cantando
- 1984: El Mundo
- 1985: Vallenato
- 1986: Brindo Con El Alma
- 1987: Incontenibles
- 1988: Gano El Folclor
- 1989: El Cóndor Herido
- 1990: Canta Conmigo
- 1991: Mi Vida Musical
- 1992: El Regreso del Cóndor
- 1993: Titulo de Amor
- 1994: 26 de Mayo
- 1995: Un Canto Celestial
- 1996: Muchas Gracias
- 1997: Mi Biografia
- 1998: Volver a Vivir
- 1999: Experiencias Vividas
- 2002: Gracias a Dios
- 2003: Pidiendo Vía
- 2005: De Nuevo Con Mi Gente
- 2007: La Voz
- 2009: Celebremos Juntos
- 2009: Listo Pa' la foto
- 2011: Con Mucho Gusto
- 2013: La Vida del Artista